# روديغر ماي
روديغر ماي (بالألمانية: Rüdiger May)‏ (26 نوفمبر 1974 بميرانه في ألمانيا - ) هو ملاكم ألماني.

## إحصائيات
خاض خلال مسيرته 52 نزالا، فاز في 43 وتعادل في 3 وخسر في 6. فاز بالضربة القاضية في 11 نزالا.

## روابط خارجية
- روديغر ماي على موقع بوكس ريك (الإنجليزية) (registration required)